# Baturité (gemeente)
Baturité is een gemeente in de Braziliaanse deelstaat Ceará. De gemeente telt 33.271 inwoners (schatting 2009).

## Geboren
- José Linhares (1886-1957), president van Brazilië (1945-1946)
- Elmano de Freitas (1970), gouverneur van Ceará

## Extene link
- (pt)  Website van de gemeente Baturité